# 文崇镇
文崇镇，是中华人民共和国四川省达州市渠县下辖的一个乡镇级行政单位。

## 行政区划
文崇镇下辖以下地区：
文崇社区、台山村、促进村、革新村、学堂村、庙坝村、石湾村、谭坝村、下湾村、山峰村和文崇村。